# SZD-26 Wilk
SZD-26 Wilk – projekt polskiego, dwumiejscowego motoszybowca zaprojektowany w Szybowcowym Zakładzie Doświadczalnym w Bielsku-Białej.

## Historia
W 1961 r. w Szybowcowym Zakładzie Doświadczalnym został opracowany projekt motoszybowca SZD-26 Wilk. Konstruktorami byli inżynierowie Borys Puzej i Bogumił Szuba. Miała to być konstrukcja dwuosobowa, drewniana z silnikiem pchającym. Miał być przeznaczony do szkolenia, lotów wyczynowych, akrobacji i lotów turystycznych. Śmigło miało się zatrzymywać tylko w pozycji poziomej (schowane za krawędzią skrzydła) i miały się w tej pozycji zamykać wloty powietrza chłodzącego silnik.
Z braku odpowiedniego silnika produkcji krajowej dalsze prace projektowe i rozwojowe zostały wstrzymane.

## Konstrukcja
Dwumiejscowy wolnonośny górnopłat o konstrukcji drewnianej z silnikiem pchającym.